# Тидрик, Хэл
Ховард Бенджамин «Хэл» Тидрик (англ. Howard Benjamin "Hal" Tidrick; 4 августа 1915, Мартинс-Ферри, штат Огайо, США — 2 апреля 1974, Мартинс-Ферри, штат Огайо, США) — американский профессиональный баскетболист.

## Ранние годы
Хэл Тидрик родился 4 августа 1915 года в городе Мартинс-Ферри (штат Огайо), учился там же в одноимённой школе, в которой играл за местную баскетбольную команду. В 1942 году окончил Колледж Вашингтона и Джефферсона, где в течение четырёх лет играл за команду «Вашингтон & Джефферсон Президентс». При Тидрике «Президентс» ни разу не выигрывали регулярный чемпионат Восточной университетской спортивной конференции, а также ни разу не выходили в плей-офф студенческого чемпионата США.

## Профессиональная карьера
Играл на позиции лёгкого форварда и атакующего защитника. В 1942 году Хэл Тидрик заключил соглашение с профессиональной командой «Дейтон Дайв Бомберс». Позже выступал за команды «Шебойган Рэд Скинс» (НБЛ), «Толидо Джипс» (НБЛ), «Индианаполис Джетс» (БАА), «Балтимор Буллетс» (БАА) и «Вашингтон Кэпитолс» (АБЛ). Всего в НБЛ провёл 3 неполных сезона, а в БАА и АБЛ — по 1 сезону. Один раз включался во 2-ю сборную всех звёзд НБЛ (1947). Всего за карьеру в НБЛ Хэл сыграл 104 игры, в которых набрал 1302 очка (в среднем 12,5 за игру). Всего за карьеру в БАА Тидрик сыграл 61 игру, в которых набрал 552 очка (в среднем 9,0 за игру) и сделал 101 передачу. Помимо этого Тидрик в составе «Бомберс», «Скинс» и «Джипс» четыре раза участвовал во Всемирном профессиональном баскетбольном турнире, став его серебряным призёром в 1947 году.

## Семья и смерть
Хэл Тидрик умер 2 апреля 1974 года на 59-м году жизни в городе Мартинс-Ферри (штат Огайо).

## Статистика

### Статистика в НБА
| Сезон                                                                                    | Команда            | Регулярный сезон | Регулярный сезон | Регулярный сезон | Регулярный сезон | Регулярный сезон | Регулярный сезон | Регулярный сезон | Регулярный сезон | Регулярный сезон | Регулярный сезон | Регулярный сезон | Серия плей-офф | Серия плей-офф | Серия плей-офф | Серия плей-офф | Серия плей-офф | Серия плей-офф | Серия плей-офф | Серия плей-офф | Серия плей-офф | Серия плей-офф | Серия плей-офф |
| Сезон                                                                                    | Команда            | GP               | GS               | MPG              | FG%              | 3P%              | FT%              | RPG              | APG              | SPG              | BPG              | PPG              | GP             | GS             | MPG            | FG%            | 3P%            | FT%            | RPG            | APG            | SPG            | BPG            | PPG            |
| ---------------------------------------------------------------------------------------- | ------------------ | ---------------- | ---------------- | ---------------- | ---------------- | ---------------- | ---------------- | ---------------- | ---------------- | ---------------- | ---------------- | ---------------- | -------------- | -------------- | -------------- | -------------- | -------------- | -------------- | -------------- | -------------- | -------------- | -------------- | -------------- |
| 1948/49                                                                                  | Индианаполис Джетс | 8                |                  |                  | 17,9             |                  | 77,8             |                  | 1,4              |                  |                  | 4,8              | Не участвовал  | Не участвовал  | Не участвовал  | Не участвовал  | Не участвовал  | Не участвовал  | Не участвовал  | Не участвовал  | Не участвовал  | Не участвовал  | Не участвовал  |
| 1948/49                                                                                  | Балтимор           | 53               |                  |                  | 33,2             |                  | 80,2             |                  | 1,7              |                  |                  | 9,7              | 3              |                |                | 26,3           |                | 60,0           |                | 0,3            |                |                | 4,3            |
|                                                                                          | Всего              | 61               |                  |                  | 31,5             |                  | 80,0             |                  | 1,7              |                  |                  | 9,0              | 3              |                |                | 26,3           |                | 60,0           |                | 0,3            |                |                | 4,3            |
| Наведите курсор мыши на аббревиатуры в заголовке таблицы, чтобы прочесть их расшифровку. |                    |                  |                  |                  |                  |                  |                  |                  |                  |                  |                  |                  |                |                |                |                |                |                |                |                |                |                |                |